# Koupino
Koupino (en russe : Купино) est une ville de l'oblast de Novossibirsk, en Russie, et le centre administratif du raïon de Koupino. Sa population s'élève à 14 010 habitants en 2015.

## Géographie
Koupino est située en Sibérie méridionale, au sud du lac Tchany (озеро Чаны), près de la frontière du Kazakhstan. Elle se trouve à 261 km au sud-est d'Omsk et à 370 km à l'ouest de Novossibirsk et à 2 500 km à l'est de Moscou.

## Histoire
Koupino a été fondée en 1886. Elle accéda au statut de commune urbaine en 1936 et au statut de ville en 1944.

## Population
Recensements (*) ou estimations de la population
| 1939*  | 1959*  | 1970*  | 1979*  | 1989*  | 2002*  |
| ------ | ------ | ------ | ------ | ------ | ------ |
| 12 328 | 23 185 | 20 799 | 19 331 | 19 518 | 16 878 |

| 2010*  | 2012   | 2013   | 2014   | 2015   | - |
| ------ | ------ | ------ | ------ | ------ | - |
| 14 893 | 14 613 | 14 365 | 14 182 | 14 010 | - |